# Расавка (Ліщинський старостинський округ)
Раса́вка — село в Україні, в Обухівському районі Київської області. Населення становить 213 осіб.

## Населення

### Мова
Розподіл населення за рідною мовою за даними перепису 2001 року:
| Мова       | Кількість | Відсоток |
| ---------- | --------- | -------- |
| українська | 210       | 98.59%   |
| російська  | 3         | 1.41%    |
| Усього     | 213       | 100%     |